# Агенор (син Атенора)
Агенор (дав.-гр. Αγήνορας), син Антенора — в грецькому епосі один з найвідважніших героїв Трої, який навіть пішов на герць із Ахіллесом і поранив його. Коли Ахіллес почав перемагати, Аполлон, прийнявши подобу Агенора, врятував його. Згодом Агенора вбив син Ахіллеса Неоптолем.